# Доњи Матејевац
Доњи Матејевац је насељено место у градској општини Пантелеј на подручју града Ниша у Нишавском округу. Налази се у Нишкој котлини на око 7 км североисточно од центра Ниша. Према попису из 2022. било је 875 становника (према попису из 1991. било је 881 становника).

## Историја
Преисторијски и антички налази у атару Доњег Матејевца указују на давну насељеност сеоског простора. Сакрални објекти - цркве и црквишта - у атарима Доњег и Горњег Матејевца и посебно топоним Метох брдо са црквом Свете Тројице упућују на средњовековну насељеност ових двају села и то у облику подложничких села на црквеном властелинству. На стару средњовековну насељеност оба села посредно указује и турски попис из 1498. године у којем се помињу оба села. Доњи Матејевац, по овом попису, веће је село са 97 домаћинстава, 30 неожењених, 13 удовичких домаћинстава, 4 рајинске воденице које раде пола године и са дажбинским обавезама од 12.763 акче. Помињу се и манастири Свети Јован, који је „пуст“ и манастир Светог Николе са три калуђера. Према турском попису нахије Ниш из 1516. године, место је било једно од 111 села нахије и носило је исти назив као данас, а имало је 115 кућа, 11 удовичка домаћинства, 25 самачка домаћинства.
По ослобођењу од Турака Доњи Матејевац је село са 60-ак домаћинстава и око 520 становника, а године 1930. имало је 144 домаћинстава и 935 становника. Ослобођење га затиче као натурално ратарско, виноградарско и сточарско село са развијеним воденичарством. Иако напредно село, чији су поједини боље стојећи домаћини почели да откупљују земљу још за „читлучка времена“, многи становници су се радо бавили и пчеларством. Нека домаћинства су се оријентисала и на каменорезаштво.
Близина Ниша и могућности запошљавања у градској привреди подстакли су после Другог светског рата, нарочито после 1960. године, емиграцију једног дела радно способног становништва, што је довело до опадања броја становника. Паралелно с тим текао је процес професионалне и радне преструктурализације села у правцу радничких и мешовитих занимања, као и преображај села у тип приградског насеља, али су се у изгледу насеља руралне карактеристике и даље задржале. Са асфалтирањем пута према Горњем Матејевцу и Кнез Селу 1966—1967. године и са увођењем добрих саобраћајних веза, процес исељавања је успорен а ојачала дневна миграција. Истовремено испољиле су се нове тенденције засељавања радничких придошлица из удаљенијих крајева, као и појава градње пољских кућа (викендица).
Према пописним подацима у Доњем Матејевцу је 1971. године било 96 пољопривредних, 74 мешовитих и 64 непољопривредна домаћинства. На тој основи процес исељавања је око осамдесетих година 20. века скоро заустављен и наступио је поново лагани пораст становништва.

## Саобраћај
До Доњег Матејевца се може доћи приградским линијама 15 ПАС Ниш - Доњи Матејевац - Горњи Матејевац - Кнез Село и линијом 15Л Трг Краља Александра - Доњи Матејевац - Горњи Матејевац.

## Демографија
У насељу Доњи Матејевац живи 711 пунолетних становника, а просечна старост становништва износи 49,9 година (44,1 код мушкараца и 47,4 код жена). У насељу има 316 домаћинстава, а просечан број чланова по домаћинству је 2,58.
Ово насеље је великим делом насељено Србима (према попису из 2002. године).
|  |

| Демографија | Демографија | Демографија |
| Година      | Становника  | Становника  |
| ----------- | ----------- | ----------- |
| 1948.       | 1.137       |             |
| 1953.       | 1.107       |             |
| 1961.       | 1.096       |             |
| 1971.       | 874         |             |
| 1981.       | 878         |             |
| 1991.       | 881         | 875         |
| 2002.       | 861         | 872         |
| 2011.       | 831         |             |
| 2022.       | 875         |             |

| Етнички састав према попису из 2002.‍ | Етнички састав према попису из 2002.‍ | Етнички састав према попису из 2002.‍ | Етнички састав према попису из 2002.‍ | Етнички састав према попису из 2002.‍ |
| ------------------------------------ | ------------------------------------ | ------------------------------------ | ------------------------------------ | ------------------------------------ |
|                                      |                                      |                                      |                                      |                                      |
| Срби                                 | Срби                                 |                                      | 833                                  | 96,74%                               |
| Црногорци                            | Црногорци                            |                                      | 2                                    | 0,23%                                |
| Македонци                            | Македонци                            |                                      | 1                                    | 0,11%                                |
| Бугари                               | Бугари                               |                                      | 1                                    | 0,11%                                |
| непознато                            | непознато                            |                                      | 23                                   | 2,67%                                |

| Година пописа     | 1948. | 1953. | 1961. | 1971. | 1981. | 1991. | 2002. |
| ----------------- | ----- | ----- | ----- | ----- | ----- | ----- | ----- |
| Број домаћинстава | 187   | 209   | 246   | 234   | 255   | 247   | 305   |

| Број чланова      | 1  | 2  | 3  | 4  | 5  | 6  | 7 | 8 | 9 | 10 и више | Просек |
| ----------------- | -- | -- | -- | -- | -- | -- | - | - | - | --------- | ------ |
| Број домаћинстава | 74 | 81 | 48 | 59 | 23 | 14 | 4 | 1 | 0 | 1         | 2,82   |

| Пол    | Укупно | Неожењен/Неудата | Ожењен/Удата | Удовац/Удовица | Разведен/Разведена | Непознато |
| ------ | ------ | ---------------- | ------------ | -------------- | ------------------ | --------- |
| Мушки  | 380    | 107              | 238          | 25             | 6                  | 4         |
| Женски | 358    | 52               | 236          | 57             | 12                 | 1         |
| УКУПНО | 738    | 159              | 474          | 82             | 18                 | 5         |

| Пол    | Укупно                    | Пољопривреда, лов и шумарство | Рибарство                            | Вађење руде и камена | Прерађивачка индустрија       |
| ------ | ------------------------- | ----------------------------- | ------------------------------------ | -------------------- | ----------------------------- |
| Мушки  | 180                       | 18                            | 0                                    | 0                    | 68                            |
| Женски | 109                       | 13                            | 0                                    | 0                    | 44                            |
| УКУПНО | 289                       | 31                            | 0                                    | 0                    | 112                           |
| Пол    | Производња и снабдевање   | Грађевинарство                | Трговина                             | Хотели и ресторани   | Саобраћај, складиштење и везе |
| Мушки  | 3                         | 5                             | 17                                   | 6                    | 19                            |
| Женски | 1                         | 1                             | 16                                   | 3                    | 4                             |
| УКУПНО | 4                         | 6                             | 33                                   | 9                    | 23                            |
| Пол    | Финансијско посредовање   | Некретнине                    | Државна управа и одбрана             | Образовање           | Здравствени и социјални рад   |
| Мушки  | 1                         | 2                             | 3                                    | 2                    | 5                             |
| Женски | 1                         | 2                             | 3                                    | 7                    | 5                             |
| УКУПНО | 2                         | 4                             | 6                                    | 9                    | 10                            |
| Пол    | Остале услужне активности | Приватна домаћинства          | Екстериторијалне организације и тела | Непознато            | Непознато                     |
| Мушки  | 4                         | 0                             | 0                                    | 27                   | 27                            |
| Женски | 1                         | 0                             | 0                                    | 8                    | 8                             |
| УКУПНО | 5                         | 0                             | 0                                    | 35                   | 35                            |

## Галерија
- Пут и трафостаница
- Стара кућа
- Задружни дом у Доњем Матејевцу